# Ochthebius sulpuris
Ochthebius sulpuris är en skalbaggsart som beskrevs av Manfred A. Jäch 1989. Ochthebius sulpuris ingår i släktet Ochthebius och familjen vattenbrynsbaggar. Inga underarter finns listade i Catalogue of Life.